# Broadsoft
Broadsoft, Inc. (ibland skrivet BroadSoft) är ett amerikanskt programvaruföretag (Nasdaq: BSFT) med säte i Gaithersburg, Maryland. Företaget säljer produkter för IP-telefoni till telefonileverantörer och telefonioperatörer över hela världen. Företaget grundades i september 1998 av Michael Tessler och Scott Hoffpauir under namnet Iknow.

## Historia
Företaget Iknow bytte namn till Broadsoft redan året efter grundandet. Samma år påbörjar man utvecklingen av det som blir företagets huvudprodukt, IP-telefoniväxeln Broadworks.
Under år 2000 växer bolaget med kontor i Amsterdam, Nederländerna; Bangkok, Thailand och Montréal, Kanada. Man påbörjar partnerskap med tre stora infrastrukturföretag: Cisco, Sonus och TTI.
Redan året därpå, 2001, vinner företaget utmärkelsen årets produkt för Broadworks av branschföretaget TMC. Samma år introducerar företagets produkter för första gången till marknaden genom en av företagets kunder.
I juni 2002 expanderar företaget till Asien och Stillahavsområdet i samarbete med Fujitsu. Man vinner också ytterligare utmärkelser för Broadworks.
På den europeiska marknaden kommer den första kunden 2003 och 2004 kommer man överens med Ericsson som integerar delar av Broadworks i sin IMS-baserade motor för multimedia.
I september 2005 köper man företaget Carbon Twelve, ett programvaruföretag som tillverkar IP-telefoniklienter.
Tillsammans med Microsoft presenterar man i oktober 2008 en gemensam lösning för Unified communications i molnet genom att kombinera Microsofts tjänst HMC och Broadsofts Broadworks.
Företaget börsnoteras på den amerikanska börsen Nasdaq den 16 juni 2010.

## Produkter

### Broadworks
Företagets huvudprodukt är en applikationsplattform som består av ett flertal mindre produkter som tillsammans skapar möjligheter för olika typer av kommunikation, till exempel videotelefoni, fax, röstsamtal och e-post. Plattformen har i grunden stöd protokoll som SIP, MGCP och NCS men kan byggas ut till att också stödja protokollet SCCP.
Utöver basplattformen säljer man också tillägg för konferenstjänster, callcenter-tjänster och produkter för slutanvändare som integration i webbläsare, programvara för receptionister och callcenter-agenter och en personlig webbportal.

### Broadcloud
Broadcloud är en molnbaserad tjänst som riktar sig till telefonioperatörer som genom tjänsten kan erbjuda funktionaliteten i Broadworks till sina kunder. Tjänsten har bland annat stöd för HD-video.